# Pavia (Mora)
Paiva ist eine Kleinstadt und Gemeinde im Alentejo im Süden Portugals.

## Geschichte
Megalithanlagen wie die Antas von Antões, Entreáguas, São Miguel, Madre de Deus und Figueira sowie die Mamoa do Monte dos Condes und andere Funde belegen eine vorgeschichtliche Besiedlung. Der heutige Ort entstand im Zuge der Wiederbesiedlungen nach der Reconquista. Er erhielt seinen Namen von seinen zugezogenen italienischen Siedlern aus Pavia.
Der Ort erhielt 1287 erste Stadtrechte, die König Manuel I. im Jahr 1516 erneuerte. Im Verlauf der Verwaltungsreformen nach der Liberalen Revolution 1822 wurde der Kreis (Concelho) von Pavia 1836 erst erweitert, bevor er 1838 aufgelöst und Mora angegliedert wurde.
1910 wurde hier der neorealistische Maler und Illustrator Manuel Ribeiro de Pavia (1910–1957) geboren. In seinem Geburtshaus ist heute das Museum Casa Museu Manuel Ribeiro de Pavia eingerichtet, das sich dem Werk und Leben des Künstlers widmet.

## Verwaltung
Pavia ist Sitz einer gleichnamigen Gemeinde (Freguesia) im Kreis (Concelho) von Mora im Distrikt Évora. In ihr leben 715 Einwohner auf einer Fläche von 186 km² (Stand 19. April 2021).
Folgende Ortschaften und Orte liegen im Gemeindegebiet:
- Malarranha
- Pavia
- Quinta da Herdade da Tramagem
- Quinta da Rosa
- Quinta Vale do Lagar